# Carpe Diem Tour
Tournées par Chris Brown
F.A.M.E. Tour
(2011)
Le Carpe Diem Tour est la cinquième tournée de l'artiste américain Chris Brown, dans le but de promouvoir son cinquième album studio Fortune. La tournée comprend jusqu'à présent 13 dates en Europe et quatre en Afrique. Elle débutera le 14 novembre 2012 au Danemark. Les dates pour le continent américain n'ont pas été divulguées, mais le boys band britannique The Wanted révéla dans une interview pour Capital FM qu'ils effectueraient quelques premières parties pour les États-Unis et le Canada .

## Dates et lieux des concerts
| Europe           |                       |                     |                                  |
| 14 novembre 2012 | Copenhague            | Danemark            | Forum Copenhagen                 |
| 17 novembre 2012 | Oslo                  | Norvège             | Oslo Spektrum                    |
| 19 novembre 2012 | Stockholm             | Suède               | Ericsson Globe                   |
| 22 novembre 2012 | Berlin                | Allemagne           | O2                               |
| 23 novembre 2012 | Stuttgart             | Allemagne           | Schleyerhalle                    |
| 25 novembre 2012 | Katowice              | Pologne             | Spodek Arena                     |
| 27 novembre 2012 | Dortmund              | Allemagne           | Westfalenhalle                   |
| 29 novembre 2012 | Francfort-sur-le-Main | Allemagne           | Festhalle                        |
| 30 novembre 2012 | Bâle                  | Suisse              | St. Jakobshalle                  |
| 3 décembre 2012  | Dublin                | Irlande             | O2                               |
| 5 décembre 2012  | Anvers                | Belgique            | Sportpaleis Antwerp              |
| 6 décembre 2012  | Amsterdam             | Pays-Bas            | Ziggo Dome                       |
| 7 décembre 2012  | Paris                 | France              | Palais omnisports de Paris-Bercy |
| 9 décembre 2012  | Paris                 | France              | Palais omnisports de Paris-Bercy |
| Asie             |                       |                     |                                  |
| 11 décembre 2012 | Dubaï                 | Émirats arabes unis | Meydan Racecourse                |
| Afrique          |                       |                     |                                  |
| 15 décembre 2012 | Johannesburg          | Afrique du Sud      | Coca-Cola Dome                   |
| 17 décembre 2012 | Durban                | Afrique du Sud      | Stade Moses-Mabhida              |
| 19 décembre 2012 | Le Cap                | Afrique du Sud      | Grand West Arena                 |
| 20 décembre 2012 | Le Cap                | Afrique du Sud      | Grand West Arena                 |
| 30 décembre 2012 | Abidjan               | Côte d'Ivoire       | Stade Felix Houphouet Boigny     |
| Amérique du Sud  |                       |                     |                                  |
| 27 décembre 2012 | Port of Spain         | Trinité-et-Tobago   | Hasely Crawford Stadium          |